# 阿尔弗雷德·利布斯特尔
阿尔弗雷德·利布斯特尔（德語：Alfred Liebster，1910年3月14日—？），出生于維也納，奥地利男子乒乓球运动员。他曾获得2枚世界乒乓球锦标赛金牌，6枚银牌和8枚铜牌。